# Dark Age of Camelot
 (mai 2019).
Si vous disposez d'ouvrages ou d'articles de référence ou si vous connaissez des sites web de qualité traitant du thème abordé ici, merci de compléter l'article en donnant les références utiles à sa vérifiabilité et en les liant à la section « Notes et références ».
Pour les articles homonymes, voir Camelot (homonymie).
Dark Age of Camelot (DAoC) est un jeu de rôle en ligne massivement multijoueur développé par Mythic Entertainment sorti en octobre 2001 aux États-Unis, et janvier 2002 en Europe. Le jeu est placé dans un univers médiéval-merveilleux et combine la légende arthurienne, la mythologie nordique et la mythologie celtique.
Il fait partie des MMORPG axés PvP et RvR (Royaume contre Royaume), proposant une très large diversité (3 Royaumes, 21 Races et 44 Classes jouables), bien plus que la concurrence.

## Système de jeu

### Généralités
Ce jeu se propose de plonger les joueurs dans des combats entre trois royaumes légendaires. On y retrouve épées et armes d'hast, cottes de mailles et plaques complètes ainsi que diverses créatures merveilleuses comme des fées et des dragons. La magie est omniprésente. L'un des royaumes, que l'on peut apparenter aux pays scandinaves, regroupe les légendes nordiques (Midgard), un autre, que l'on peut désigner comme l'Irlande, les elfes et fées, (Hibernia) et le dernier, considéré comme la Grande-Bretagne, se trouve dans la période et les légendes du Roi Arthur (Albion).
Les membres des trois royaumes s'affrontent alors pour la possession de forts et de reliques leur amenant avantages et gloire.
Après le précurseur EverQuest, Dark Age of Camelot marqua un nouvel âge dans l'histoire des jeux en ligne massivement multijoueur, ou univers persistants. Le passage de ce type de jeux d'un aspect atypique et exotique à une nouvelle forme mondialement connue et reconnue se fit avec DAoC.
Le principal apport du jeu au genre est la notion de RvR (Realm Versus Realm ou Royaume Contre Royaume en français): les trois royaumes s'affrontent sans merci pour la conquête de territoires frontières et des batailles épiques s'engagent (notamment pour la prise de reliques, avec des centaines de joueurs).

### Royaumes

#### Midgard
En Midgard, le royaume des Fjords enneigés, le climat souvent rude a façonné le caractère de ses habitants pour en faire un ensemble de peuples belliqueux ne vivant majoritairement que par l'appât du pillage, du massacre et de nouvelles terres à conquérir. 

Depuis la mort du Grand Roi Arthur qui était parvenu à les maintenir à distance, les habitants de Midgard virent, dans le conflit qui naquit entre Albion, le pays d'Arthur, et Hibernia, respectant jadis son autorité, une belle occasion d'assouvir leur soif de conquête. 
C'est ainsi que les fiers Vikings, les puissants Trolls, les braves Nains et les sournois Kobolds, anciennement adversaires, s'allièrent, avec la bénédiction des Aesirs, pour se lancer à l'assaut des riches terres de leurs voisins.

#### Hibernia
Hibernia, royaume jadis pacifique où la Nature et la Magie sont intimement liées, se souleva après la mort du Grand Roi Arthur car ses habitants n'acceptèrent pas la nouvelle autorité de son successeur, Kystennin.

 Peu après le début du conflit qui l'opposa aux orgueilleux albionnais, il dut également faire face aux invasions des belliqueux midgardiens. Prêts à faire couler le sang pour protéger ce qu'ils ont de plus sacré, les intrépides Celtes, les mesurés Firbolgs, les mystérieux Elfes et les malicieux Lurikeens, s'allièrent pour affronter ces deux ennemis extérieurs sans faillir.

#### Albion
À la mort du très regretté Roi Arthur, le royaume d'Albion dut faire face au soulèvement des habitants d'Hibernia, aux invasions des sauvages guerriers de Midgard et à nombre de conflits internes. Beaucoup pensèrent que le royaume ne se relèverait pas de cet enchaînement de bouleversements mais c'était sans compter sur la détermination des Bretons, le courage des Highlanders, la sagacité des Avaloniens et la vivacité des Sarrasins.

Non, Albion n'est pas vaincue et bien que les chevaliers de la Table ronde aient presque tous disparus, les fiers remparts de Camelot sont toujours debout et sa Lumière n'a pas cessé de briller.

#### Chronologie
- 475 - mort du roi Aurelius Pendragon
- 478 - Uther Pendragon, porteur d'Excalibur, est couronné à Glastonbury
- 485 - le roi Uther Pendragon épouse la duchesse Ygraine
- 486 - mort du roi Uther Pendragon
- 500 - Arthur libère l'épée Excalibur de la pierre
- 510 - Arthur est couronné et épouse Guenièvre ; début de la construction de Camelot
- 529 - le roi Arthur tombe malade et la quête du Graal débute
- 539 - fin de la quête du Graal ; le roi Arthur part en guerre contre Lancelot ; Mordred prend le pouvoir à Camelot
- 540 - Arthur et Mordred s'entretuent
- 542 - Kystennin est couronné

Aujourd'hui, en l'an 590, aucun des belligérants n'a pris l'avantage sur l'autre. L'enchanteur et conseiller d'Arthur, Merlin, a disparu et l'épée Excalibur est retournée à Viviane, la Dame du lac.

### Races

#### Races midgardiennes
Voici les races disponibles dans le royaume de Midgard :
- Viking, l'humain de Midgard. Fier et sans peur.
- Troll, à la peau de pierre. Massif, puissant mais lent.
- Kobold, petit, lâche et sournois.
- Nain, combattant dont la bravoure n'a d'égale que son amour de la bière et de la forge.
- Valkyn, peuple d'hommes-chats tribaux, entretiennent un fort lien empathique avec les Trolls. (Disponible depuis l'arrivée de l'extension Shrouded Isles).
- Frostalf, humanoïdes mystiques et complexes. Ils proviennent des limites du Niflheim. (Disponible depuis l'arrivée de l'extension Trials of Atlantis).
- Deifrang, peuple de Minotaures venant du Labyrinthe et ayant décidé de rejoindre Midgard. Il arbore un pelage noir. (Disponible depuis l'arrivée de l'extension Labyrinth of the Minotaur)

#### Races hiberniennes
Voici les races disponibles dans le royaume d'Hibernia :
- Celte, l'intrépide humain d'Hibernia.
- Firbolg, grand et vigoureux, très proche de la Nature.
- Lurikeen, très petit et malicieux, provient du Voile ainsi que les Elfes et les Shars.
- Elfe, vif et hautain, imprégné de magie.
- Sylvain, son corps semble de bois et ses cheveux de feuilles, il provient de l'île d'HyBrasil. (Disponible depuis l'extension Shrouded Isles).
- Shar, longtemps ennemi des Lurikeens mais surtout des Elfes, les Shars ont apparemment mis leur ancienne haine de côté pour venir leur prêter main-forte. (Disponible depuis l'extension Trials of Atlantis).
- Graoch, peuple de Minotaures venant du Labyrinthe et ayant décidé de rejoindre Hibernia. Il arbore un pelage blanc. (Disponible depuis l'extension Labyrinth of the Minotaur)

#### Races albionnaises
Voici les races disponibles dans le royaume d'Albion :
- Breton, l'humain le plus courant et le plus polyvalent du royaume.
- Highlander, grand, fort et têtu, il provient du Nord d'Albion.
- Avalonien, souvent mystérieux et peu loquace, il est doté d'une affinité naturelle dans l'utilisation de la magie.
- Sarrasin, venu de lointaines terres du Sud, c'est un homme de petite taille à la peau tannée. Preste et habile.
- Nécrite, petit être à la peau blafarde et aux grands yeux noirs, il vient en aide à Albion, guidé par la volonté du dieu Arawn, le seigneur de l'Outremonde. (Disponible depuis l'arrivée de l'extension Shrouded Isles).
- Demi-ogre, né de l'union cachée des Avaloniens et des Ogres, il a longtemps vécu sous terre avant d'apporter sa puissante carrure et ses bras solides à la défense du royaume. (Disponible depuis l'arrivée de l'extension Trials of Atlantis).
- Korazh, peuple de Minotaures venant du Labyrinthe et ayant décidé de rejoindre Albion. Il arbore un pelage brun. (Disponible depuis l'extension Labyrinth of the Minotaur)

### Classes
La classe est une voie, un métier qui permet à votre avatar d'acquérir certains pouvoirs et/ou certaines capacités de base et de les développer par le biais d'un système de points de spécialisation.
Parfois, les classes ne peuvent être accessibles qu'à certaines races seulement. Il faut donc bien choisir celle-ci au moment de créer son personnage sous peine de devoir choisir une autre voie le moment venu. De plus, afin d'atteindre une classe spécifique, il faut tout d'abord acquérir sa classe de base correspondante (déterminée elle aussi à la création). 

 Concernant certaines classes, le sexe rentre aussi en ligne de compte (Par exemple, les classes de Valkyrie chez Midgard et de Banshee chez Hibernia ne peuvent être jouées que par des avatars féminins).
(Note: Une nouvelle classe inter-royaume a fait son apparition depuis la dernière extension, a compléter)

#### Classes midgardiennes
Une fois le niveau 5 atteint, votre avatar sera interpelé par son instructeur qui lui proposera, selon ses aptitudes de départ, une liste d'Othilas (maison, propriété) parmi lesquelles il devra faire un choix. En rejoignant l'une d'elles, il pourra ainsi développer ses compétences en entrant au service d'un dieu.
Voici la liste des classes disponibles si vous choisissez de rejoindre Midgard :
- Combattant (classe de base)
  - Modi-Othila : Berserker (Moins résistant qu'un guerrier, il peut manier deux armes simultanément et entrer dans une rage sanguinaire en se transformant en ours pendant quelques instants, négligeant par-là même sa propre protection)
  - Tyr-Othila : Guerrier (Combattant au corps à corps le plus complet pouvant utiliser pratiquement toutes les armes et porter toutes les armures ainsi que tous les boucliers)
  - Bragi-Othila : Skald (Combattant qui par ses chants est capable d'affronter l'ennemi ainsi que  de soutenir ses alliés. En outre, il peut également manier une épée, une hache ou un marteau)
  - Thor-Othila : Thane (Combattant hybride alliant la maîtrise des armes de contact à l'invocation des forces du Tonnerre conférées par son dieu)
  - Kelgor-Othila : Sauvage (Combattant au corps à corps méprisant l'utilisation d'armes traditionnelles au profit de griffes qu'il fixe à ses doigts, disposant également de cris d'améliorations personnelles )
  - Odin-Othila : Valkyrie (Classe uniquement accessible aux femmes, combattante pouvant porter l'armure de mailles et manier la lance et l'épée. Elle peut également invoquer la puissance divine d'Odin)
- Devin (classe de base)
  - Eir-Othila : Guérisseur (Peu offensif, comme son nom l'indique le Guérisseur se préoccupe avant tout de soigner les blessures et les maux de ses alliés tout en améliorant leurs capacités et en hypnotisant les adversaires)
  - Ymir-Othila : Chaman (Classe de soutien, le Chaman est capable de guérir ses alliés (quoi qu'avec moins d'efficacité que le Guérisseur) et peut également améliorer leurs capacités et user de quelques sorts offensifs)
- Larron (classe de base)
  - Skadi-Othila : Chasseur (Il utilise sa capacité à se fondre dans l'environnement et décoche ses flèches mortelles. Il peut également apprivoiser des animaux sauvages pour qu'ils lui viennent en aide)
  - Loki-Othila : Assassin (Il utilise sa furtivité pour frapper sournoisement ses adversaires. Il est capable de manier deux armes simultanément ainsi que des armes se maniant à deux mains et sait utiliser le poison)
- Myste (classe de base)
  - Odin-Othila : Prêtre d'Odin (Prêtre utilisant la magie des runes que lui confère son dieu Odin)
  - Hel-Othila : Prêtre de Hel (Classe de magicien qui peut invoquer l'âme d'un guerrier mort sans honneur afin qu'il combatte pour lui)
  - Bogdar-Othila : Prêtre de Bogdar (Mage capable d'invoquer un groupe de squelettes afin qu'ils combattent pour lui)
  - Hel-Othila : Helhaxa (Mage pouvant emmagasiner plusieurs sortilèges avant de les déchaîner sur ses ennemis)

#### Classes hiberniennes
Une fois le niveau 5 atteint, votre avatar sera interpellé par son instructeur qui lui proposera une liste de Voies, selon ses aptitudes de départ, (Harmonie pour les Empathes, Druides et Finelames, Essence pour les Bardes, Champions, Enchanteurs et Ombres, Anciens pour les Sentinelles, Protecteurs, Eldritchs et Rangers et Nature pour les Animistes, Faucheurs, Banshees et Séides de Leanansidhe) parmi lesquelles il devra faire un choix. En suivant l'une d'elles, il pourra ainsi développer ses compétences et défendre son royaume de la manière qui lui sera la plus adaptée.
Voici la liste des classes disponibles si vous choisissez de rejoindre Hibernia :
- Ovate (classe de base)
  - Druide (Il utilise essentiellement les pouvoirs que lui offre la Nature pour soigner et améliorer les capacités de ses alliés mais il peut également lancer quelques sortilèges offensifs et invoquer un animal ou un végétal pour le soutenir)
  - Sentinelle (Classe à mi chemin entre le combattant et le soigneur, il bénéficie de sortilèges de soutien, d'amélioration et de guérison pour ses alliés et les membres de son groupe et utilise des armes tranchantes ou contondantes)
  - Barde (classe de soutien qui est capable d'asséner ses mélodies hypnotiques à ses ennemis et de faire profiter ses compagnons de ses chants d'amélioration et de régénérations)
- Gardien (classe de base)
  - Protecteur (Combattant au corps à corps pouvant porter toutes les armures et manier pratiquement toutes les armes. Il dispose en outre, à partir d'un certain niveau, de la capacité de se changer en homme-cerf pendant quelques instants et ainsi augmenter son nombre de points de vie)
  - Finelame (Combattant léger capable de manier deux armes à la fois et pouvant esquiver les attaques de son adversaire mieux que n'importe quel guerrier)
  - Champion (Combattant ayant une solide connaissance des armes et pouvant également utiliser la magie pour affaiblir les capacités de ses opposants)
- Magicien (classe de base)
  - Eldritch (Mage maîtrisant l'art du Vide qu'il canalise pour lancer des sorts destructeurs)
  - Enchanteur (Mage toujours accompagné par un allié venu du Voile (Elfe ou Lurikeen) qui combat à ses côtés, il est capable d'amoindrir la résistance de son ennemi et de lancer des sortilèges plus offensifs)
  - Empathe (Classe de mage capable aussi bien de soigner correctement ses alliés, d'améliorer leurs capacités, que de contrôler les esprits des créatures et de lancer des sortilèges offensifs sur un ou plusieurs de ses ennemis)
  - Banshee (Classe de mage accessible uniquement aux femmes, ses divers sortilèges de destruction sont basés sur le son)
- Rôdeur (classe de base)
  - Ranger (Capable de se camoufler dans l'environnement, il utilise un arc, peut manier deux armes à la fois et se sert de ses affinités avec la Nature pour augmenter ses capacités)
  - Ombre ( Il compte principalement sur sa furtivité pour attaquer sournoisement son adversaire. Il peut manier deux armes simultanément, les enduires de poisons et avoir accès à un sortilège offensif mineur)
  - Séide de Leanansidhe (Classe hybride n'utilisant que des armes perforantes. Il peut lancer des sorts d'améliorations personnelles, de contrôles et d'attaques en puisant son énergie magique (mana) dans le sang de ses victimes)
- Forestier (classe de base)
  - Animiste (Mage invoquant les esprits de la forêt qui l'aident, grâce à leurs divers sortilèges, à combattre ses ennemis)
  - Faucheur (Mage guerrier, il porte du tissu, utilise des sorts d'améliorations et d'attaques et dispose d'une capacité d'esquive tout en étant le seul à pouvoir manier la faux)

#### Classes albionnaises
Une fois le niveau 5 atteint, votre avatar sera interpelé par son instructeur qui lui proposera une liste d'institutions, selon ses aptitudes de départ, (Les Défenseurs d'Albion pour les Maîtres d'armes, Eclaireurs, Théurgistes et Moines, La Fraternité des Ombres pour les Mercenaires, Sicaires et Cabalistes, l'Académie pour les Thaumaturges, Sorciers et Ménestrels, l'Église d'Albion pour les Paladins et les Clercs et le Temple d'Arawn pour les Prêtres d'Arawn, les Fléaux d'Arawn et les Hérétiques) parmi lesquelles il devra faire un choix. En s'engageant aux côtés de ses membres, il pourra ainsi développer ses compétences et protéger son royaume selon l'enseignement propre à chaque corporation.
Voici la liste des classes disponibles si vous décidez de rejoindre Albion :
- Recrue (classe de base)
  - Maître d'armes (Comme son nom l'indique, il est capable d'utiliser pratiquement toutes les armes, dont les puissantes armes d'hast, ainsi que de porter toutes les armures et notamment l'armure de plate, propre au royaume d'Albion)
  - Paladin (Guerrier saint porteur de l'armure de plate, la plus résistante, il sait manier les armes à une ou à deux mains et, de par les cantiques qu'il chante au combat, il est capable d'améliorer les capacités des membres de son groupe ainsi que de ressusciter les autres joueurs)
  - Mercenaire (Guerrier portant une cotte de mailles, capable de manier deux armes simultanément, il est entraîné à infliger à ses adversaires le plus de dégâts possible en peu de temps)
  - Fléau d'Arawn (Bras armé du Temple d'Arawn, il allie des pouvoirs destinés à épuiser et blesser l'adversaire à la maîtrise des armes flexibles telles que les étoiles du matin et les fouets)
- Acolyte (classe de base)
  - Clerc (Très pieux, il se destine principalement à guérir les blessures et les maux de ses alliés tout en améliorant leurs capacités. Cependant, si la menace gronde, il est tout à fait capable de déchaîner la colère divine sur la tête de ses ennemis)
  - Moine (Ayant fait vœu de pauvreté, il ne porte qu'une robe de bure mais il manie le bâton comme personne. Capable de soigner correctement, il peut également très bien esquiver et améliorer ses capacités ainsi que celles de ses compagnons)
  - Hérétique (Traître à l'Église d'Albion, il allie certaines capacités apprises en son sein, comme le fait de pouvoir guérir correctement les blessures, aux facultés enseignées au Temple d'Arawn telles que les sorts de dégâts et le maniement des armes flexibles)
- Initié (classe de base)
  - Sicaire (Agent furtif, il peut manier deux armes simultanément, tranchantes ou d'estoc, et sait enduire ses lames de poisons pour attaquer sournoisement ses adversaires)
  - Éclaireur (Capable de se fondre dans son environnement, l'Éclaireur est un maître dans l'art du pistage et de l'utilisation de l'arc long breton, qui dispose de la plus grande portée des trois royaumes. Si nécessaire, il peut également affronter ses ennemis au corps à corps en utilisant une arme tranchante ou d'estoc et un petit bouclier)
  - Ménestrel (Il utilise divers chants et instruments pour améliorer ses capacités, celles de ses compagnons et les régénérer. Il dispose également de divers cris qui blessent son adversaire et peut se battre en utilisant une arme tranchante ou d'estoc avec un bouclier)
- Disciple (classe de base)
  - Cabaliste (Mage capable d'invoquer un golem qui se bat pour lui. Il peut également lancer des sorts qui réduisent les capacités de ses ennemis et qui leur infligent des dégâts à répétition)
  - Sorcier (Mage pouvant contrôler l'esprit de toutes sortes de créatures afin qu'elles se battent pour lui. Il dispose également de divers sorts allants de l'hypnose de masse aux dégâts purs et simples)
- Apprenti (classe de base)
  - Théurgiste (Classe de mage capable d'apprivoiser la terre, le vent et la glace et de les utiliser afin de créer de nombreux golems qu'il lance sur ses ennemis)
  - Thaumaturge (Mage puisant dans les forces élémentaires, terre, glace, feu, pour lancer des sorts destructeurs)
- Novice (classe de base)
  - Prêtre d'Arawn (En tant que fidèle du dieu de l'Outremonde, le prêtre d'Arawn a la capacité d'invoquer un serviteur mort-vivant cependant que lui-même se métamorphose en ombre invulnérable et donne ses ordres à sa créature, capable de lancer des sorts de drains de vie, de dégâts et d'affaiblissements. Si son serviteur est vaincu, le prêtre retrouve sa forme originelle, est à nouveau vulnérable et dans l'incapacité de lancer des sorts tant qu'il n'est pas à nouveau sous forme d'ombre)

### Artisanat
Un personnage peut choisir un métier. Il le conservera définitivement, aussi il est prudent de bien le choisir.
Les métiers possibles sont disponibles dans tous les royaumes mais pas pour toutes les classes.
On peut embrasser la carrière de :
- Forgeron - Fabrication de toutes armes sauf bâtons
- Tailleur - Fabrication de vêtements en tissu, cuir simple
- Empeneur - Fabrication de bâtons de combat et pour mages ainsi que des flèches pour archer
- Armurier - Fabrication d'armures en cuirs cloutées, mailles ainsi qu'en plate
- Arcaniste - Fabrication de gemmes pour améliorer les caractéristiques des armes et armures fabriquées
- Alchimiste - Fabrication de diverses potions et de teintures pour armes et armures

Le forgeron fabriquera des armes, des boucliers, l'armurier des armures renforcées, le tailleur des vêtements de toile et de cuir simple, l'empeneur des arcs, flèches, bâtons et instruments de musique. L'alchimiste pourra réaliser des potions et réactifs tandis que l'arcaniste réalisera des gemmes magiques qui, combinés avec des armes ou des armures, renforceront les pouvoirs de celui qui les porte.
Le système d'avancement dans un métier est indépendant du niveau d'expérience d'un personnage. Cependant apprendre un métier coute cher, et pour parvenir au sommet de son art un personnage doit avoir de bons revenus.
Pour choisir son métier il suffira de s'adresser au Maitre de la profession, on en trouve à la capitale de chaque royaume.
Les composants d'une recette d'artisanat sont achetés aux commerçants ou récoltés lors de combats gagnés contres des monstres.
Il est ensuite possible de vendre aux autres joueurs ses réalisations. Avoir la fibre commerciale a son importance pour développer sa clientèle et continuer à progresser grâce à ses gains.
Plus le niveau de l'artisan augmente plus il apprendra de nouvelles recettes.
Le niveau de qualité des objets produits a aussi son importance et la patience est une qualité nécessaire.
Il existe un artisanat particulier, l'ingénierie, que tout personnage peut apprendre en plus de son métier. Il permet de construire des armes de sièges, utiles pour combattre les membres des royaumes ennemis.
Depuis la version 1.87, un personnage peut choisir de cumuler autant d'artisanats qu'il le veut. Il est ainsi capable de devenir Légendaire dans tous les domaines.

### Types de serveur
Au cours de la vie de DAoC, plusieurs types de serveurs ont vu le jour, aussi bien sur la plateforme américaine qu'européenne. 
- Normal Ce sont les serveurs originaux. Le PvP (ou JcJ, joueur contre joueur) y est limité aux zones frontières. Tous les autres types de serveurs ont été arrêtés, il n'existe désormais plus que ce seul type de serveur, en plus du serveur de test.

Les serveurs Français étaient : Ys, Brocéliande, puis Orcanie et Carnac.
- Classic Sur ce type de serveurs, tout ce qui concerne l'extension Trials of Atlantis a été retiré. Les zones de l'extension ne sont pas accessibles, les nouvelles habiletés et objets qu'elle propose sont impossibles à obtenir. Le fonctionnement des sorts d'amélioration de personnage y a aussi été modifié afin d'éviter l'utilisation de compte buffbot, c'est-à-dire un compte connecté avec un personnage qui ne sert qu'à améliorer d'autres personnages, sans être joué activement.
- PvP Sur ce type de serveur, le PvP y est totalement libre. Les personnages de chaque royaume peuvent parcourir toutes les zones de tous les royaumes, et s'affronter dans n'importe quelle zone. Seuls les personnages de niveau inférieur ou égal à 10 bénéficient d'une protection : ils ne sont pas attaquables, et ne peuvent pas attaquer non plus, à moins de désactiver eux-mêmes cette protection. La désactivation de la protection est définitive.

Le serveur PvP européen était Camlann.
- Coopératif Sur ce type de serveur, c'est l'inverse : pas de PvP. Les personnages sont là aussi libre de parcourir les 3 royaumes. Les zones frontières où se déroulent normalement les combats PvP sont détenues par des personnages non joueurs de très haut niveau.
- RP Ce type de serveur a été mis en place pour encourager le RolePlay (jeu de rôle). Il n'y a de fonctionnement particulier, ce sont des serveurs normaux.
- Test Il existe un seul serveur de test. Ce serveur est un serveur normal, dans lequel sont testés les patchs en grandeur nature. Les joueurs peuvent y importer leurs personnages. Ils bénéficient dans ce serveur d'option leur permettant de créer rapidement un personnage de haut niveau, et de l'équiper.
- Origins En juin 2008, Mythic a annoncé le développement du projet Origins. Le but était de proposer un serveur avec le contenu initial de DAoC, sans les extensions, pour permettre aux joueurs de retrouver les sensations de leurs débuts. Ce projet a été abandonné depuis, aucun serveur Origins n'a jamais vu le jour.
- Free Shard Les serveurs Free Shard sont des serveurs gratuits, émulant un serveur DAoC. On peut s'y connecter avec le client développé par Mythic. Les plus populaires sont ceux basés sur l'émulateur Dawn of Light[1], dont certains serveurs comme Uthgard, Eden ou Genesis ont dépassé les 1000 joueurs connectés simultanément. Certains serveurs présentent en outre une modification des règles du jeu pour une expérience différente, à l'instar de Storm:D2 qui reprend la trame et les codes de Diablo II.

## Accueil
- GameSpot : 9,1/10[2]
- IGN : 9/10[3]

## Extensions
Les différentes extensions qu'a connues Dark Age of Camelot sont par ordre de parution :
- Shrouded Isles (2002)[4] ;
- Foundations (février 2003) ;
- Trials of Atlantis (février 2004) ;
- New Frontiers (septembre 2004) ;
- Catacomb (mars 2005) ;
- Darkness Rising (février 2006) ;
- Labyrinth of the Minotaur (février 2007).